# Imposta generale sulle entrate
L'imposta generale sull'entrata, conosciuta anche con l'acronimo IGE, era un'imposta indiretta introdotta in Italia dal R.D.L. 2/1940 (convertito in L. 762/1940).
Dal 1º gennaio 1973 (d.p.r. 633/1972), l'IGE è stata sostituita dall'Imposta sul valore aggiunto (IVA), in attuazione delle direttive 67/227/CEE e 67/228/CEE, per un'armonizzazione delle legislazioni relative alle imposte sulla cifra d'affari degli Stati Membri della Comunità economica europea.

## Origine storica
Le imposte sul volume di affari vennero utilizzate sin da epoca antichissima. Infatti, si possono rinvenire presso i greci, i romani, gli egizi e i comuni medievali.
Gli Stati iniziano a farne ampio uso nel periodo dopo la prima guerra mondiale, al fine di risanare le finanze pubbliche.
Dapprima vennero introdotte come imposte straordinarie e, successivamente, vennero introdotte stabilmente.
Le aliquote, inizialmente moderate, diventano progressivamente sempre più onerose.
L’imposta generale sull’entrata discende dalla precedente tassa di scambio.
La tassa di scambio, introdotta con R.D.L. 1011/1930, era una tassa indiretta sui trasferimenti di natura commerciale ed industriale che colpiva sia gli scambi interni che d’importazione.
La tassa di scambio seguiva alle precedenti tasse di lusso, utilizzate durante e dopo la prima guerra mondiale per tassare oggetti che non erano di prima necessità.
Quando si allargò la base imponibile, le tasse di lusso vennero anche chiamate tassa sugli scambi commerciali.
Lo stesso R.D. 2/1940, abolitore della tassa di scambio, istituì l’imposta generale sull’entrata per far fronte a nuove esigenze finanziare, posto che l’Italia si preparava ad entrare nella seconda guerra mondiale.
Il Trattato istitutivo della CEE del 1957 prende in considerazione il problema dell’armonizzazione delle legislazioni degli Stati membri rispetto alle imposte generali sulla cifra d’affari, con lo scopo di assicurare la libera concorrenza sul mercato.
L'11 aprile 1967, il Consiglio dei Ministri della CEE, adotta due Direttive sul punto. L’obiettivo era quello di introdurre, entro il 1 gennaio 1970, un’imposta sul valore aggiunto (IVA) sul modello delineato dalle Direttive 67/227/CEE e 67/228/CEE.

In Italia, l'IVA entra in vigore dal 1º gennaio 1973, a seguito dell'emanazione del d.p.r. 633/1972.

### Differenze con le precedenti imposte sugli scambi
Nelle imposte vigenti anteriormente all’introduzione dell’imposta generale sull'entrata, la nozione di “scambio” era circoscritta allo scambio di merci e di prodotti tra industriali e commercianti.
Con l’entrata in vigore dell’IGE, la nozione di “scambio” comprende qualsiasi attività economica.

## Caratteristiche

### Natura
In dottrina si è discusso sulla natura dell'IGE e, in particolare, se dovesse essere considerata
- imposta sui consumi: i fautori fanno leva su
  1. discriminazione e condensazione delle aliquote;
  2. esenzione per i generi di prima necessità;
  3. accertamento ad opera dell'ufficio per alcune categorie di entrate;
  4. previsione del diritto di rivalsa.
- imposta sulla produzione: i fautori sostengono che 
  1. colpisce anche beni strumentali[8];
  2. può darsi che la rivalsa non si verifichi.[3][9]

### Oggetto
Ai sensi dell’art. 1 del R.D.L. 2/1940, l’imposta generale sull'entrata colpisce «l’entrata in danaro o con mezzi di pagamento sostitutivi del danaro, conseguita da persone fisiche, da persone giuridiche e da enti di ogni specie, tanto nazionali che stranieri, in corrispondenza di cessione beni o di prestazioni di servizi effettuate nello Stato».
Se ne deduce che
- il presupposto dell’imposta è l’entrata lorda. Infatti, comprende le spese di trasporto, l’importo degli imballaggi, recipienti e simili, imposte e tasse, le spese postali, di tratta, di custodia e simili;[3]
- l’imposta non è dovuta quando l’atto economico si verifica all’estero;
- non rileva la nazionalità delle parti;
- è necessaria l’esistenza di un nesso di causalità tra prestazione di servizio ed entrata.[3]

Per ciò che concerne la cessione dei beni, non rileva se a titolo gratuito o oneroso. Inoltre, è necessario che almeno una delle parti sia un commerciante, industriale o esercente, salvo atto occasionale.
L’imposta generale sull’entrata non si applica per i passaggi di merci preparatori.
L’imposta è dovuta quando si verifica il pagamento del corrispettivo, cioè al momento del trasferimento del denaro. Tuttavia, per gli atti economici derivati da trasferimenti di materie, merci e prodotti tra commercianti e industriali e per l'acquisto di merci presso privati da parte di commerciali o industriali rileva il momento della consegna o spedizione della merce, salvo che il pagamento non li preceda. In assenza di pagamento o consegna, l’imposta è dovuta al momento dell’emissione della fattura.

### Soggetti
- Soggetto attivo: solo lo Stato.[10]
- Soggetto passivo: la persona fisica, giuridica e gli enti di ogni specie, nazionali o stranieri, a cui favore si verifica l’entrata.[5][12] La legge organica riconosce al soggetto passivo il diritto di rivalsa.[10]

### Diritto di rivalsa
Il soggetto passivo ha facoltà di esercitare il diritto di rivalsa immediatamente e direttamente nei confronti di chi esegue il versamento dei compensi o corrispettivi costituenti l'entrata.
Essendo un diritto, il soggetto passivo può anche non esercitare la rivalsa.
Il diritto di rivalsa può essere esercitato nei confronti di chiunque, ad esclusione di:
- amministrazioni dirette o autonome dello Stato;
- E.N.A.L. e dipendenti C.R.A.L.;
- enti equiparati per legge all'amministrazione dello Stato;
- esattori delle imposte erariali, provinciali e comunali per le somme percepite a titolo di compenso per le riscossioni;
- ditte esercenti servizi pubblici a titolo di sussidi e sovvenzioni.

L'esclusione non opera per le vendite al minuto o prestazione al dettaglio, per cui la rivalsa sarà comunque possibile nei confronti di predetti soggetti.
Il soggetto che anticipa l’imposta gode, per il recupero delle somme, dello stesso privilegio dello Stato.

### Prescrizione
Il diritto dello Stato alla riscossione dell’imposta e della soprattassa si prescrive decorsi dieci anni. Fa eccezione l’imposta non riscossa dalla dogana al momento dell’importazione per cui il termine di prescrizione è di cinque anni, secondo quanto previsto dalla legge doganale.
Il diritto alla riscossione delle pene pecuniarie si prescrive decorsi cinque anni.
Il reato e il diritto alla riscossione delle ammende si prescrivono decorsi tre anni.
Per ciò che concerne il momento in cui ha inizio la prescrizione, si ha riguardo:
- per le entrate derivante dalla prestazione di servizi, il termine di prescrizione decorre dal giorno in cui è stata conseguita l’entrata.
- per le entrate derivanti dallo scambio di merci, il termine di prescrizione decorre dalla consegna o dalla spedizione della merce. Se il pagamento è stato effettuato prima della consegna o della spedizione allora il termine di prescrizione decorre dal pagamento. Analogamente, se la fattura è stata emessa prima della consegna o della spedizione, il termine decorre dall’emissione.[5]

## Esenzioni

### Esenzioni generali o permanenti
- Esenzioni per motivi tecnico-fiscali: accensione ed estinzione debiti; vendite di titoli pubblici e privati; prestito di consumo; riparto attivo fallimentare; vendita di immobili; cessioni di aziende; vendite fra privati, fra banche dello Stato e tra aziende municipalizzate e Comuni o tra aziende appartenenti allo stesso Comune; risarcimento di danni; conferimenti in società; cessioni di annualità ad istituti di credito.
- Esenzioni per motivi politico-fiscali: interessi di capitale; dividendi ed interessi di titoli dello Stato, enti e società azionarie e non azionarie; stipendi, salari, premi ecc.; pensioni, rendite vitalizie; aggi per valori bollati e generi di monopolio; vendita di valori bollati e generi di monopolio; tributi, contributi e partecipazioni ad entrate aventi carattere tributario; pane e latte allo stato naturale; frumento, granoturco e segala, farina e paste; giornali e spese di composizione e stampa; ferrovie, tramvie, navigazione interna, in concessione.
- Esenzioni per motivi politico-economici: esportazione, noli e servizi internazionali; vino destinato alla distillazione; lavorazione e riparazione di beni di provenienza estera; pesce fresco o congelato destinato al diretto consumo; industria filati.
- Motivi politico-sociali: contributi sindacali; oblazione; rette di spedalità e di ricovero; contributi per assicurazioni sociali.[1]

### Esenzioni speciali o transitorie
Vi rientrano: la ricostruzione edilizia; servizi di trasporti aerei di linea e scuole di pilotaggio; credito alle medie e piccole industrie, alle imprese artigiane e alle cooperative; Valle d’Aosta; industrializzazione del Mezzogiorno; costruzioni navali.

### Esenzioni soggettive
Vi rientrano: compensi degli esattori per la riscossione dei tributi; lo Stato per le entrate derivanti dalla gestione diretta di pubblici servizi e dell’esercizio del lotto e lotterie; gli enti pubblici e gli organi amministrativi per i diritti di segreteria e certificazione; l’U.R.R.A. ed altri enti; le mense militari e di fabbrica per i pagamenti effettuati dai partecipanti.

## Aliquote
| Dal                                                | Aliquota normale | Atto normativo               |
| -------------------------------------------------- | ---------------- | ---------------------------- |
| 8 febbraio 1940                                    | 2%               | r.d.l. 2/1940                |
| 16 giugno 1943                                     | 3%               | r.d.l. 452/1943              |
| 10 dicembre 1944                                   | 4%               | r.d.l. 348/1944              |
| 1 gennaio 1947 28 novembre 1947 a 31 dicembre 1948 | 3% 4%            | d.l. 469/1946 d.l. 1283/1947 |
| 12 dicembre 1961                                   | 3,30%            | l. 1196/1961                 |
| 31 agosto a 24 settembre 1964 18 novembre 1964     | 4%               | l. 1162/1964                 |

Talvolta, l’aliquota non è dovuta per ogni atto economico ma in relazione al volume d’affari. In questi casi, l’aliquota generale è del 1%.

### Regimi speciali
- Vi sono varie aliquote speciali, superiori o inferiori all’aliquota normale, a seconda della necessità o meno del prodotto o servizio, previste sia nel caso in cui l’imposta è dovuta per ogni atto economico sia nel caso in cui l’imposta è dovuta in base al volume d’affari.[1][5]
- Viene prevista un’aliquota maggiorata per le imprese verticali, ovvero quelle imprese che concentrano tutto il ciclo lavorativo del prodotto in una sola azienda. In questi casi, infatti, l’aliquota per la vendita dei prodotti finiti potrà essere aumentata fino al quadruplo.[1] Tuttavia, quest’aliquota non è mai stata applicata.[6]
- Vi sono aliquote condensate, denominate una tantum, applicate in genere al momento della vendita. In questo modo, l’aliquota viene applicata una sola volta e non ad ogni passaggio del prodotto. Le aliquote condensate vengono determinate dalla legge o con decreto ministeriale. Un regime di questo tipo, se da un lato assicura certezza e comodità, dall’altro si presta all’evasione.[1]

## Accertamento
La legge prevede, a seconda dell'atto economico, varie modalità di accertamento. In particolare, l'accertamento può essere effettuato:
- mediante autoaccertamento del contribuente: è il metodo più diffuso di accertamento;
- dall’amministrazione finanziaria senza l’intervento del contribuente: è utilizzato per i pagamenti effettuati dalla p.a. ai propri dipendenti o fornitori;
- dall’amministrazione finanziaria con l’intervento del contribuente: in particolare, l’accertamento è eseguito, a seconda dei casi, dall’ufficio del registro, dagli uffici doganali e dagli uffici tecnici per l’imposta di fabbricazione, nonché da parte di uffici che operano per nome e per conto dell’amministrazione.[5]

## Pagamento dell'imposta

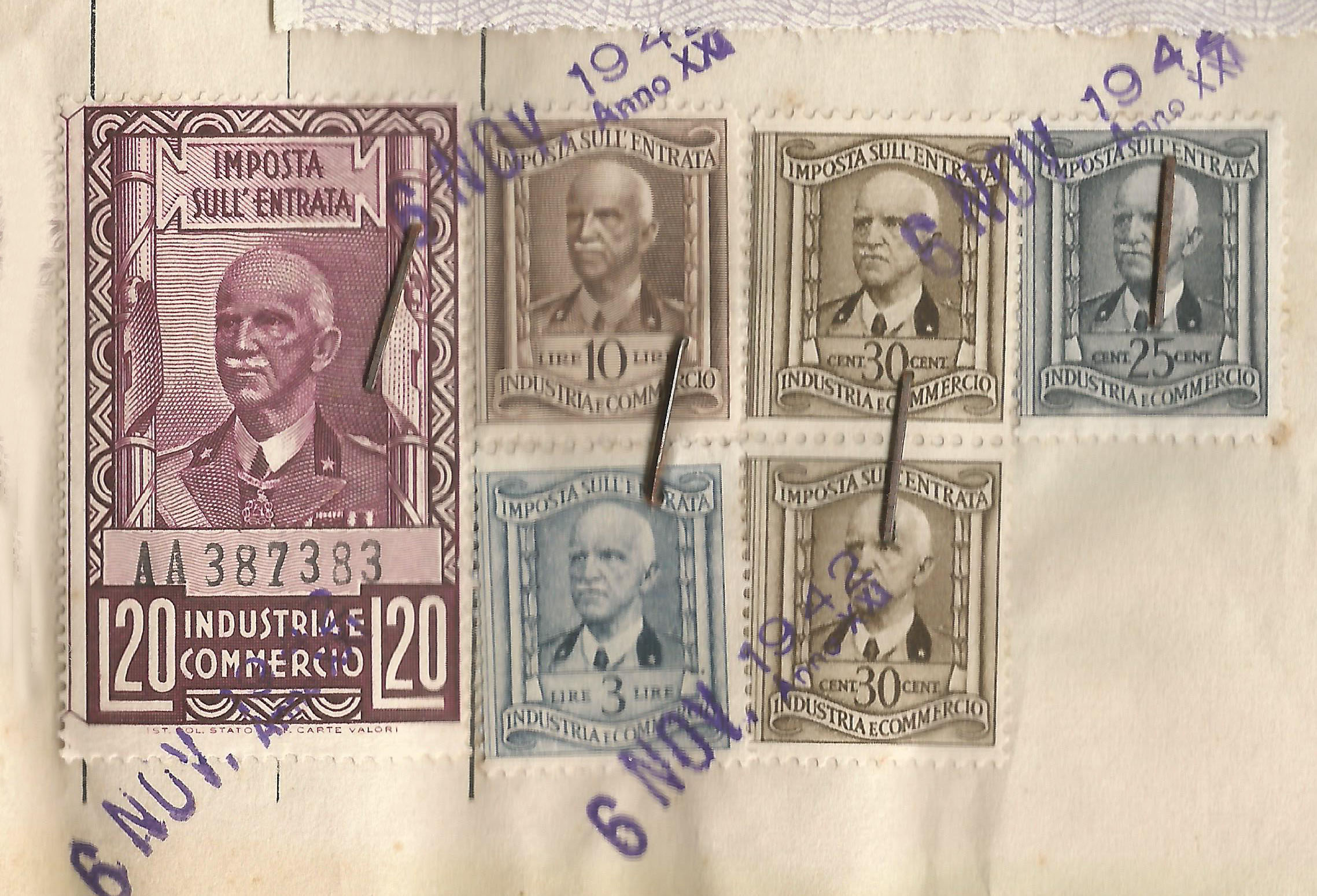
Marche da bollo imposta sull'entrata 1942

Ci sono varie modalità di pagamento:
- a mezzo di marche: quando l’ammontare del tributo non supera le L. 100;
- a mezzo di conto corrente postale: quando l’ammontare supera le L. 2000;

se l’ammontare del tributo è tra le L. 100 e le L. 2000, il contribuente può decidere se pagare con marche o con conto corrente postale.
- a mezzo di postagiro settimanale: quando l’ammontare supera le L. 100 è obbligatorio; quando l’ammontare non supera le L. 100 è facoltativo. Di questo mezzo di pagamento possono valersi solo i commercianti, industriali ed esercenti alle condizioni indicate dalla norma[19];
- mediante ritenuta da parte dell’amministrazione appaltante;
- mediante pagamento virtuale:

1. con versamento diretto all’ufficio del registro;
2. mediante abbonamento[20] con stipulazione di apposite convenzioni che determinano il canone provvisorio sulla base delle entrate dell’anno precedente, salvo conguaglio;
3. mediante abbonamento in base al volume d'affari.[1][5][14]

## Criticità
1. Evasione, a causa di
  - aliquote alte e numerose;
  - impossibilità di trasferire l’imposta sul consumatore;
  - stratificazione delle disposizioni legislative e regolamentari con ciò che ne deriva in termini di difficoltà di interpretazione;
  - sistema dell’autoaccertamento;
  - difficoltà economiche e scarsa coscienza tributaria dei contribuenti.
2. discriminazione delle aliquote errata[21];
3. discriminazione tra merci a domanda elastica e merci a domanda anelastica assente;
4. scarsa applicazione della condensazione delle aliquote;
5. il canone di comodità di pagamento viene applicato in maniera sporadica;
6. l’imposta favorisce le imprese verticali perché, essendo applicata ad ogni passaggio di merce, tali imprese non pagheranno l'IGE in fase di lavorazione;
7. problema della duplicazione d'imposta perché l’imposta colpisce tutti i passaggi di un bene, compresa la stessa imposta che ha gravato le fasi precedenti. Inoltre, una merce di uguale valore può avere tre prezzi differenti in base al processo produttivo effettuato;
8. l'imposta non è neutra nel commercio internazionale.[3][14][22][23]

## Violazioni e sanzioni
La L. 762/1940 distingue violazioni che non costituiscono reato e violazioni che costituiscono reato.

### Violazioni che non costituiscono reato
È punito, con pena pecuniaria fissa o proporzionata all’ammontare dell’imposta, il soggetto che:
- non emette il documento in base al quale si deve corrispondere l’imposta;
- non corrisponde correttamente l’imposta sul documento;
- non rispetta le norme sul passaggio di merci in conto sospeso, in conto deposito, a scopo di lavorazione e per tramite di ausiliari di commercio;
- applica o annulla le marche in modo errato;
- non rispetta le norme relative alle modalità di pagamento dell’imposta;
- non conserva, in tutto o in parte, i documenti prescritti;
- omette o presenta dichiarazione delle entrate infedele ai fini del pagamento del tributo in abbonamento.[5]

È punito con soprattassa:
- il tardivo pagamento;
- l'omessa o infedele presentazione della dichiarazione delle entrate ai fini del pagamento del tributo in abbonamento.[14]

### Violazioni che costituiscono reato
È punito con la multa il soggetto che presenta una falsa dichiarazione attestando di aver pagato un’imposta che in realtà non ha pagato.
È punito con ammenda il soggetto che:
- nel documento indica un corrispettivo inferiore all’entrata imponibile;
- dichiara o annota un’entrata inferiore rispetto a quella conseguita, nel caso di pagamento in modo virtuale o a mezzo di apposito libro, registro o bollettario;
- si rifiuta di presentare i documenti prescritti.

Per alcune violazioni, in aggiunta all’ammenda, è applicabile una soprattassa commisurata all’ammontare del tributo evaso.

### Sanzioni particolari
Le sanzioni particolari sono applicabili per violazioni particolarmente gravi, in aggiunta alle sanzioni di carattere civile e penale. Queste sono:
- la chiusura dell’esercizio o della fabbrica;
- il ritiro della licenza di esercizio;
- la reclusione in caso di contraffazione, smercio e uso di marche usate.[5][14]

## Importazione
Alle merci importate viene applicata un’imposta corrispondente all’imposta generale sull'entrata.
Tuttavia, su determinati prodotti indicati dalla legge, l’IGE è integrata da un’imposta di conguaglio. Lo scopo è quello di eguagliare il prezzo del bene prodotto in Italia. Infatti, in assenza di imposta di conguaglio, il prodotto italiano costerebbe di più perché gravato dall’IGE su tutti gli atti economici necessari per ottenere il prodotto, mentre, il prodotto importato costerebbe di meno perché non verrebbe colpito dall’IGE per tutti i passaggi anteriori all’importazione.
La base imponibile dell'IGE all’importazione e dell’imposta di conguaglio è la stessa ed è costituita dal valore delle merci all'origine aumentato dalle spese sostenute fino al confine e dagli oneri fiscali.
La base imponibile non comprende l’IGE, il contributo cotone, la sovrimposta di fabbricazione sui semi oleosi e sui pannelli di semi oleosi.
Il Ministero delle Finanze può determinare periodicamente il valore di alcune merci. Talvolta, invece, l’IGE deve essere commisurata al valore ufficiale di alcune merci determinato con decreto del Ministero delle Finanze.
L’IGE e l’imposta di conguaglio sono dovuti per il fatto stesso dell’importazione e sono liquidate e riscosse dalla Dogana, in modo virtuale, al momento dello sdoganamento.

### Esenzioni
Sono esenti dall'IGE e dall'imposta di conguaglio:
- le merci importate dallo Stato;
- le merci ammesse all’importazione temporanea e le merci in transito;
- le merci ammesse in franchigia dai diritti di confine;
- le merci di produzione italiana reimportate dallo stesso soggetto che le aveva esportate;
- le merci nazionali o nazionalizzate ammesse alla reimportazione in franchigia dei diritti doganali;
- le merci estere temporaneamente importate per essere lavorate;
- le materie prime, i prodotti semilavorati e i macchinari necessari per la lavorazione di navi mercantili.[28]

### Violazioni e sanzioni
Le violazioni delle norme in materia di importazione possono costituire delitto o contravvenzione.
Ci sarà delitto in caso di contrabbando e verrà punito con la multa da due a dieci volte l’imposta frodata o che si tentava di frodare. Qualora, invece, il soggetto si sottragga o tenti di sottrarsi alla visita doganale, sarà punito con una pena pecuniaria da due a otto volte l’imposta dovuta.
Ci sarà contravvenzione quando:
- la Dogana accerta un valore della merce superiore rispetto a quello dichiarato;
- la merce è tassata a valore ufficiale e la Dogana accerta l’inesatta dichiarazione della qualità o quantità;

in entrambi i casi, il dichiarante è punito con ammenda proporzionata all’ammontare dell’imposta.
- Il dichiarante ha pagato un’imposta inferiore rispetto a quella dovuta: è punito con l’ammenda da due a sei volte l’imposta dovuta.[27]